# Stentjärnen (Piteå socken, Norrbotten, 727912-173296)
Stentjärnen är en sjö i Piteå kommun i Norrbotten och ingår i Lillpiteälvens huvudavrinningsområde. Sjön har en area på 0,0641 kvadratkilometer och ligger 160,3 meter över havet.

## Delavrinningsområde
Stentjärnen ingår i det delavrinningsområde (727952-173242) som SMHI kallar för Mynnar i Stor-Klockarträsket. Medelhöjden är 186 meter över havet och ytan är 5,39 kvadratkilometer. Det finns inga avrinningsområden uppströms utan avrinningsområdet är högsta punkten. Vattendraget som avvattnar avrinningsområdet har biflödesordning 2, vilket innebär att vattnet flödar genom totalt 2 vattendrag innan det når havet efter 32 kilometer. Avrinningsområdet består mestadels av skog (79 procent). Avrinningsområdet har 0,27 kvadratkilometer vattenytor vilket ger det en sjöprocent på 5 procent.